# ハイメ・モレラ
ハイメ・モレラ または ジャウマ・モレラ（Jaime Morera y Galicia または Jaume Morera i Galícia、1854年 – 1927年4月24日）はカタルーニャ生まれのスペインの画家である。スペインやオランダなどの風景を描いた。

## 略歴
スペイン、カタルーニャ州のリェイダに生まれた。兄に詩人でカタルーニャの代表として国会議員となったマジ・モレラ(Magí Morera i Galícia: 1853-1927)がいる。マドリードに移り、王立サン・フェルナンド美術アカデミーに入学し、カルロス・デ・アエスに風景画を学んだ後、新しく創設されたローマのスペイン美術アカデミー (Academia Española de Bellas Artes en Roma) の最初の学生の1人に、フランシスコ・プラディーリャやカスト・プラセンシア、アレハンドロ・フェラントとともに選ばれ、1874年にローマに移った。イタリアではアカデミック美術のスタイルでイタリアの田舎の風景を描いた。
1877年にスペインに戻り、リェイダに短期間滞在した後、マドリードを拠点に、オランダやベルギー、フランスを旅して風景画を描き、しばしば師のカルロス・デ・アエスと一緒に旅することもあった。外国で描いた作品をスペイン全国展覧会(Exposiciones Nacionales de Bellas Artes)に出展し、何度か入賞した。1898年にデ・アエスが亡くなった後、1900年にデ・アエスを最後に世話していた女性と結婚した。1915年に故郷に戻り、リェイダにデ・アエスがモレラに遺贈した作品などを中心に展示する美術館「リェイダ現代美術館(Museu d'Art Modern de Lleida)」の設立を助け、この美術館は1924年に「ハイメ・モレラ美術館(Museu d'Art Jaume Morera)」に改名された。

## 作品

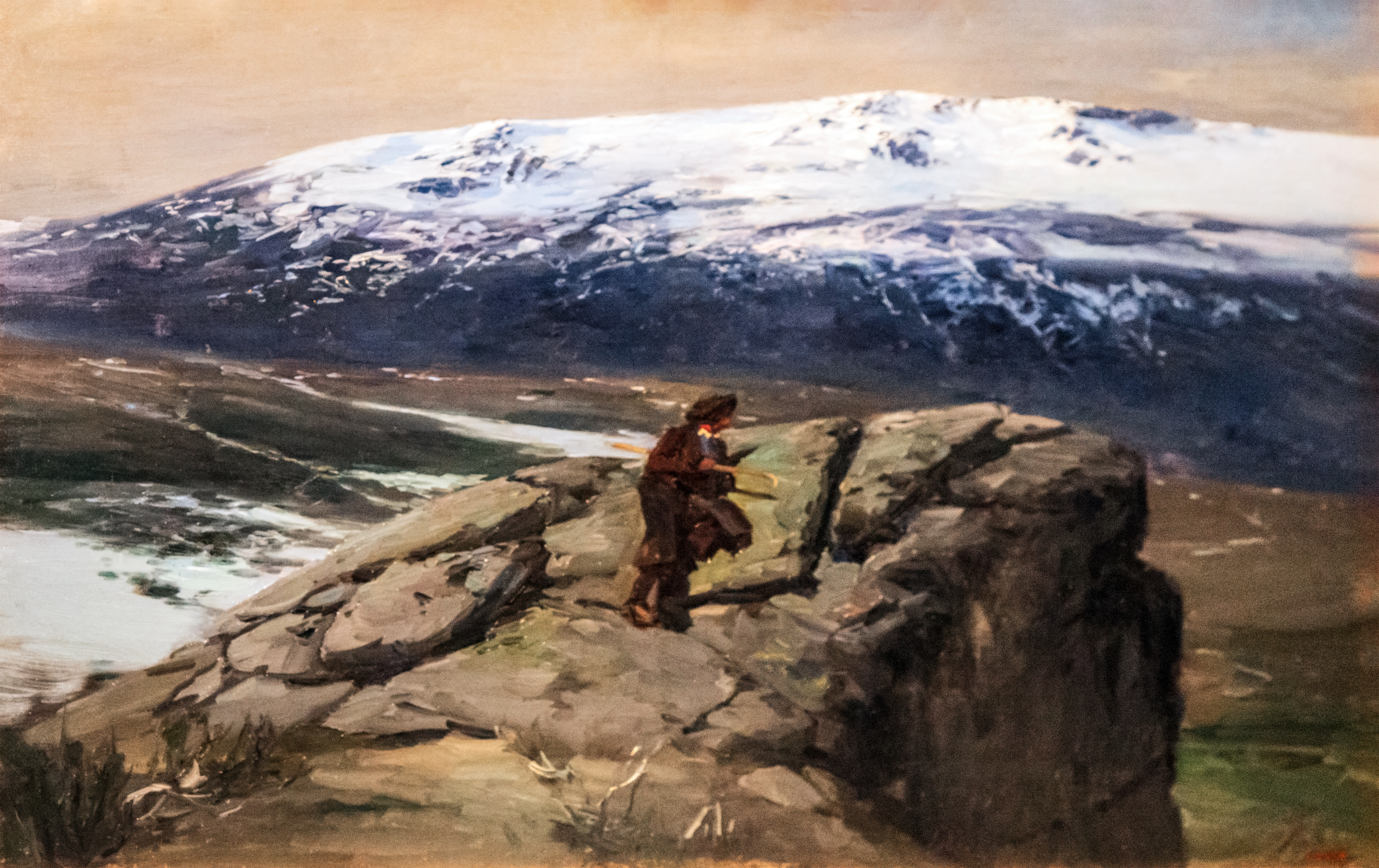
ペニャラーラ山
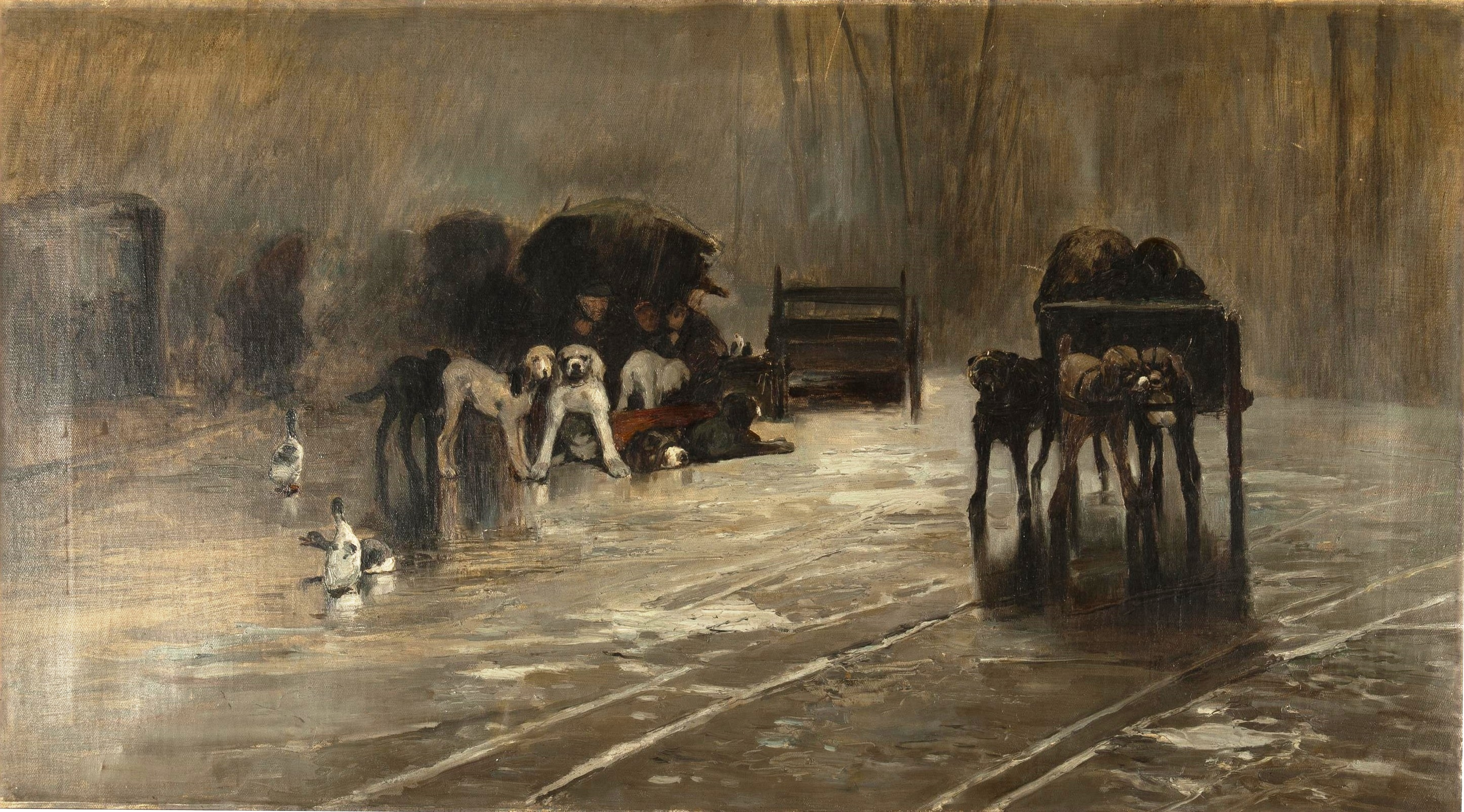
「市場の犬」(オランダ風景)
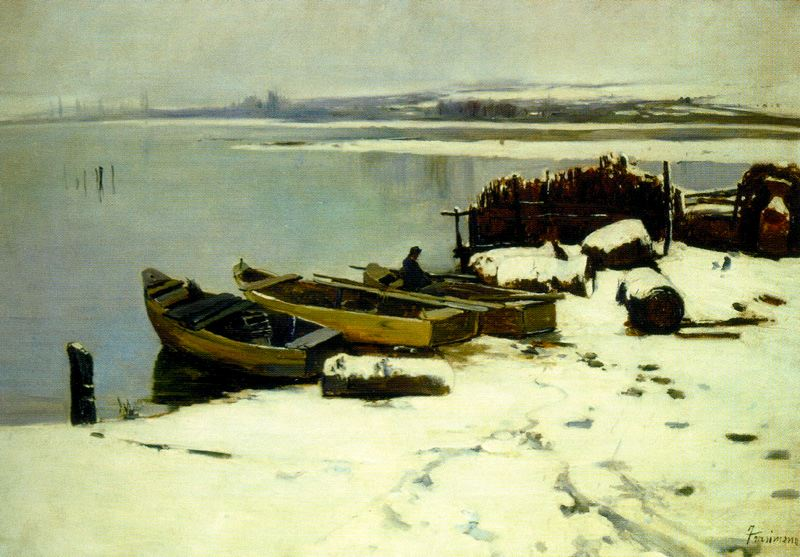
イタリア、トラジメーノ湖の雪の風景
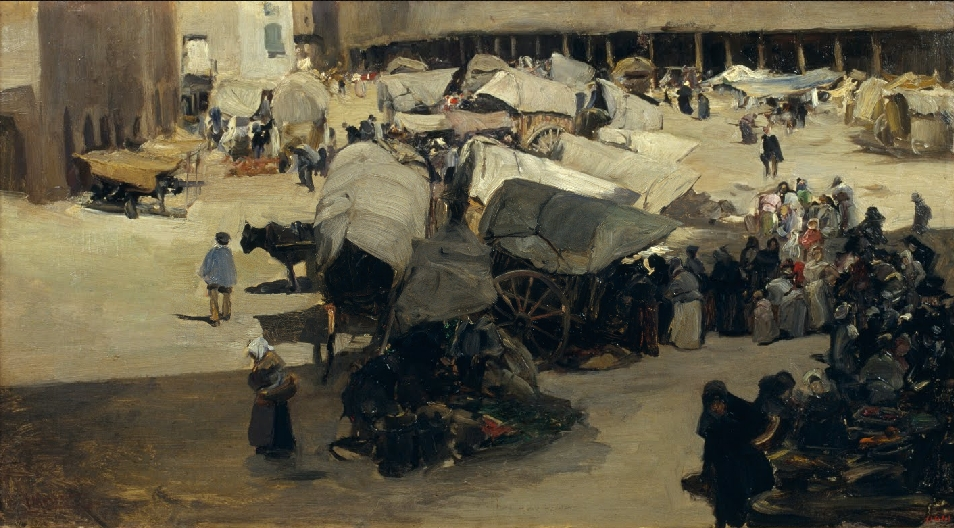
サンタ・コロマ・デ・ケラルトの市場
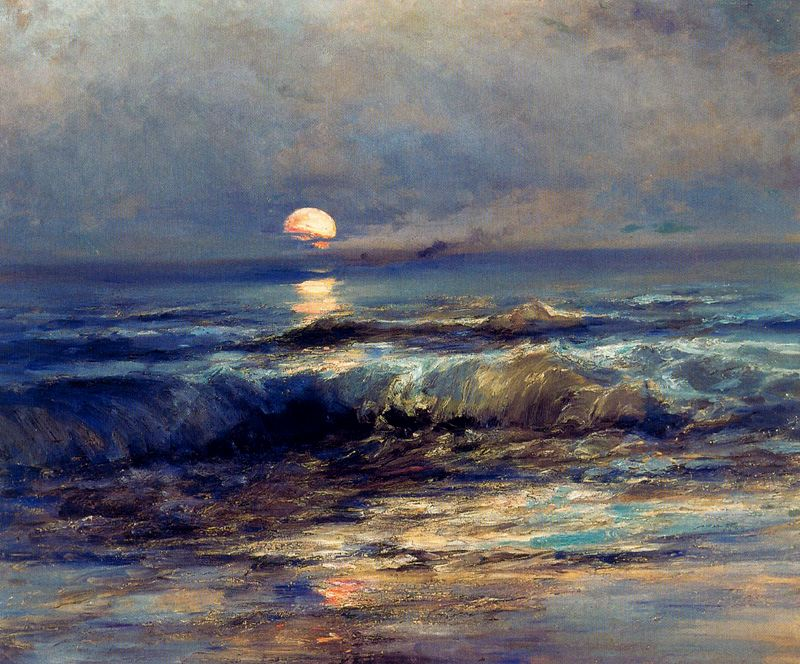
海岸の夕日
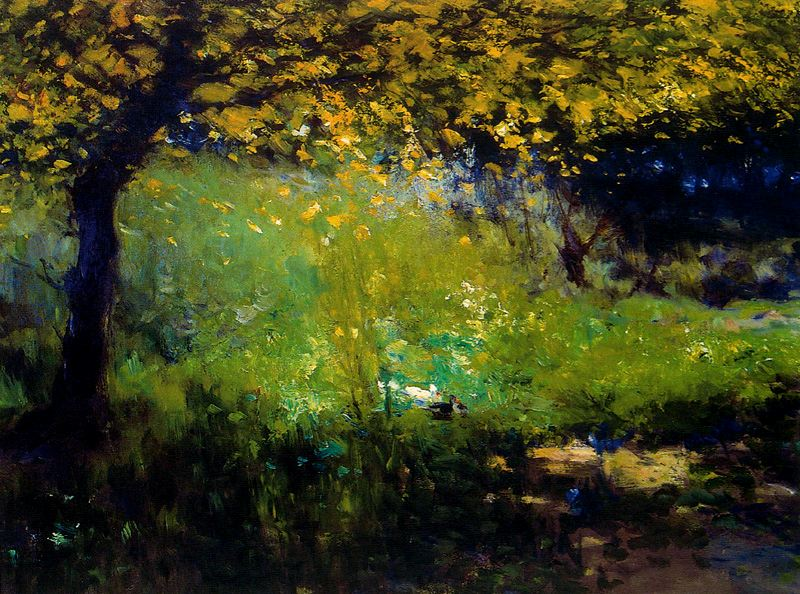
Jardingane (Algorta) (1912)

## 関連文献
- Jaume Morera, En la Sierra Del Guadarrama. Divagaciones ... Cuadros, Estudios, Dibujos, 1927.
- Enrique Arias Anglés and Jesús Navarro Guitart, Jaime Morera y Galicia (1854-1927), Zaragoza, Museo e Instituto Camón Aznar, 1999.